# Hiệp Hòa, Kinh Môn
Hiệp Hòa là một xã thuộc thị xã Kinh Môn, tỉnh Hải Dương, Việt Nam.
Xã Hiệp Hòa có diện tích 9,84 km², dân số năm 1999 là 6920 người, mật độ dân số đạt 703 người/km². Xã Hiệp Hòa có 3 thôn: Châu Bộ, An Bộ, Đích Sơn

## Đình Đích Sơn
Đình Đích Sơn hay đình Đước nằm ở trung tâm xã Hiệp Hòa, là nơi thờ thành hoàng làng tên Đặng Quý Chân, người có công giúp vua Đinh Bộ Lĩnh dẹp loạn 12 sứ quân, thống nhất đất nước vào thế kỷ thứ 10. Đình Đước đã được xếp hạng di tích lịch sử văn hóa từ năm 2024.